# Identified
Identified jest drugim albumem amerykańskiej piosenkarki Vanessy Hudgens. Album został wydany przez wytwórnię Hollywood Records1 lipca 2008 w Stanach Zjednoczonych, a 24 czerwca w Japonii."Identified” jest drugim albumem po debiutanckiej płycie Vanessy V. 24 czerwca 2008 wyciekł na AOL. W innych krajach ciągle nieznana jest data wydania albumu. Płyta znalazła się najwyżej na 23# na US Billboard 200. Jest to o 1 miejsce wyżej niż debiuatncki album Vanessy V, którego najwyższym miejscem na liście było 24#. Pierwszym singlem jest piosenka Sneakernight. „Identified” zebrał generalnie pozytywne recenzje od krytyków muzycznych. The New York Times dał albumowi pozytywną recenzję, pochwalając piosenkę „Gone With The Wind” jako najlepszą prezentację głosu Vanessy.

## Lista utworów
1. „Last Night” (S. Nymoen, S. Jacoby) – 3:10
2. „Identified” (L. Gottwald, C. Dennis, M. Martin) – 3:21
3. „First Bad Habit”(L. Gottwald, C. Dennis) – 3:02
4. „Hook It Up” feat. Rock Mafia (A. Armato, T. James, D. Karaoglu) – 2:52
5. „Don't Ask Why” (L. Gottwald, C. Dennis, B. Dozier) – 3:10
6. „Sneakernight” (S. Nymoen, J. Rotem) – 2:59
7. „Amazed” feat. Lil’ Mama (L. Gottwald, C. Dennis, B. Levin, N. Kirkland) – 2:59
8. „Don't Leave” (A. Armato, T. James, J. McCartney) – 3:08
9. „Paper Cut” (Johnny Vieira) – 2:48
10. „Party on the Moon” (C. Rojas, N. Atweh, A. Messinger) – 3:50
11. „Did It Ever Cross Your Mind” (Johnny Vieira) – 3:10
12. „Gone with the Wind” (M. Youseff, K. DioGuardi, W. Afanasieff, E. Kiriakou, Z. Bey, B. Howard) – 3:28

### Bonus Tracks
1. „Set It Off” (Japan Bonus Track) – 3:04
2. „Committed”  (Japan Bonus Track) – 2:35
3. „Vulnerable” (Japan & iTunes Bonus Track) – 3:11
4. „All about me” (Japan & iTunes Bonus Track) - 3:58

## Promocja Albumu
Przed wydaniem albumu Vanessa udzielała wywiadów w programach „Good Morning America”, a także w „Live with Regis and Kelly” i w programie MTV Total Request Live. 24 czerwca 2008 album wyciekł w całości na imprezie z okazji premiery albumu. 2 lipca, czyli dzień po premierze albumu „Identified” w USA, Vanessa również pojawiła się w programie „Good Morning America”. Album „Identified” zadebiutował na Billboard 200 na 23#, z liczbą 22000 sprzedanych kopii w ciągu pierwszego tygodnia. Jest to o 12000 egzemplarzy mniej niż debiutancki album Vanessy V w pierwszym tygodniu sprzedaży. W drugim tygodniu sprzedaży album spadł na 39#, z liczbą 18000 sprzedanych kopii. Całkowita sprzedaż to 50.000 +. W U.S. sprzedano dotychczas 59.183 kopie albumu. Album dostępny jest na iTunes wraz z piosenką „Commited”, która ukazała się tylko w Japonii. 31 lipca 2008 Vanessa wyruszyła w trasę „Identified Summer Tour” po 24 miastach, aby promować swój debiutancki album V i drugi album Identified..

## Single
Pierwszym singlem z albumu jest piosenka Sneakernight, która została wydana 11 kwietnia przez Radio Disney. Video wydano 14 czerwca. Film pokazuje Hudgens tańczącą w parze neonowych tenisówek w parku. Na liście Billboard Hot 100 w dniu wydania piosenka osiągnęła 88#. Było to najwyższe miejsce tego utworu. Najwyższym miejscem, jaki utwór zajął w Kanadzie, było 95#. Nie wiadowmo, czy singiel zostanie wydany w innych krajach.Drugim singlem będzie piosenka „Identified”, która zostanie wydana 11 listopada 2008. Trzeci singiel, „Don't leave” zostanie wydany na początku lipca.

## Pozycje na listach
Album „Identified” zadebiutował na 23# na US Billboard 200 z liczbą 22,084 sprzedanych egzemplarzy w pierwszym tygodniu. Jest to o 12000 sprzedanych egzemplarzy mniej niż jej pierwszy album, V. „identified” spędziła na liście 8 tygodni. 6 sierpnia 2008 album wypadł z listy. Dotychczas na świecie sprzedano 83000 kopii albumu, w tym 75000 w U.S.Album „Identified” zajmuje również 27# na liście Brazil Top 30 CD sales i 37# na Canadian Albums Chart z liczbą 7000 sprzedanych egzemplarzy.
| Lista sprzedaży        | Najwyższa pozycja |
| ---------------------- | ----------------- |
| Canadian Albums Chart  | 37                |
| U.S. Billboard 200     | 23                |
| Brazil Top 30 CD Sales | 27                |

## Personel
- Wokal: Vanessa Hudgens
- Pozostałe wokale: Vanessa Hudgens, Cathy Dennis, Kara DioGuardi, Leah Haywood, Windy Wagner, Rock Mafia
- Keyboard: Lukasz Gottwald
- Basista: Jack Daley
- Gitary: Tyrone Johnson, Scott Jacoby

### Produkcja
- Główny Producent: Christopher Rojas
- Producenci: Jonathan „J.R.” Rotem, Dr. Luke, Emanuel Kiriakou, Devrim Karaoglu, Daniel James, Scott Jacoby, Antonina Armato, Matt Beckley
- A&R: Jon Lind, Mio Vukovic
- Fotografie: Miranda Penn Turin